# Euphyia perturbata
Euphyia perturbata är en fjärilsart som beskrevs av Walker 1862. Euphyia perturbata ingår i släktet Euphyia och familjen mätare. Inga underarter finns listade i Catalogue of Life.